# Michelin
Michelin (транскр. са фр. Мишлен) је произвођач гума са седиштем у Клермон Ферану у француској регији Оверња. Уз Бриџстон је један од два највећа произвођача гума на свету. Поред бренда Мишлен, такође поседује и брендове гума BFGoodrich, Таурус, Рикен, Корморан и Униројал (у Северној Америци). Познат је и по својим црвеним и зеленим путним водичима, својим мапама, Мишленовим звездама којима Red Guide награђује ресторане за њихову кухињу, и по својој маскоти Bibendum, колоквијално познатој као Мишлен Мен.

## Гуме и точкови
Мишлен производи гуме за Спејс-шатл, авионе, аутомобиле, тешку индустрију, мотоцикле и бицикле.

## Историја
Два брата, Едуард и Андре Мишлен, водили су фабрику гуме у Клермон Ферану. Једног дана у фабрици се појавио бициклиста чије је пнеуматске гуме требало поправити. Гума је била залепљена на диск, а током три сата било је потребно уклонити и поправити гуму, која је затим морала да се остави преко ноћи да се осуши. Сутрадан је Едуард Мишлен тестирао поправљени бицикл у фабричком дворишту. Након само неколико стотина метара, гума се покварила. Упркос неуспеху, Едуард је био одушевљен пнеуматским гумама, и он и његов брат су радили на креирању сопствене верзије која није требало да се лепи на колут. Мишлен је основан 28. мајa 1888. године, док су 1891. године регистровали свој први патент за заменљиву пнеуматску гуму, коју је Чарлс Теронт користио у својој победи на првој светској бициклистичкој трци на дуге стазе, Париз-Брест-Париз 1891. године.
Мишлен је направио неколико иновација у индустрији гума, укључујући радијалне гуме 1946. године (тада позната као „Икс” гума). Ова гума је развијена имајући у виду Ситроенове моделе возила са предњим точковима траксион авант и 2CV. За војну употребу и за специјализована возила, као што су банковна оклопна возила, 1934. године представљена је гума, која је користила технологију пнеуматика развијену за локалне приградске возове и тролејбусе, и која је имала сигурносни диск унутар гуме. Ако је избушена, гума се може наставити на специјалној гуми са подлошком од пене. Ове гуме нису оглашаване као непробојне, већ полу-непробојне. Иако су могли да испуне рекламирану сврху, они су били прескупи за приватну употребу од стране приватних власника аутомобила. Мишлен је купио Цитроен, који је банкротирао 1930-их. У августу 2008, ова гума је још увек била на располагању за модел 2CV.
Током 1920-их и 1930-их, Мишлен је имао велике плантаже гуме у Вијетнаму. У тим плантажама, вијетнамски радници су немилосрдно и брутално експлоатисани, што је довело до познатог радничког покрета Пху Ријенг До.
Године 1988, Мишлен је купио део америчке компаније B.F. Goodrich, основане 1870. године, која је производила гуме и каучук. То је укључивало производни погон у Норвуду, који је испоручивао гуме америчком Спејс Шатл програму. Две године касније, Мишлен је купио Униројал, основану 1892. године. Униројал Аустралија је већ био купљен од стране Бриџстонa 1980. године. Мишлен такође контролише 90% компаније Таурус Гуме из Мађарске, као и пољски бренд Корморан.
Од 1. септембра 2008, Мишлен је поново највећи произвођач гума на свету, након што је био други иза Бриџстона две године. Мишлен гуме се производе у Француској, Немачкој, САД, Великој Британији, Канади, Бразилу, Тајланду, Јапану, Италији и неколико других земаља. Дана 15. јануара 2010, Мишлен је најавио затварање своје фабрике у јапанском граду Ота, која запошљава 380 радника и производи гуме Мишлен Икс-Ајс.